# Tour de la Haute-Marne
Le Tour de la Haute-Marne est une course cycliste par étapes française disputée dans le département de la Haute-Marne, en région Grand Est. Réservée aux coureurs amateurs, elle est organisée de 1950 à 1998 par le Vélo Club Chaumontais.

## Palmarès
| Année | Vainqueur            | Deuxième                 | Troisième            |
| ----- | -------------------- | ------------------------ | -------------------- |
| 1950  | André Denhez         | René Percy               | Albert Arnould       |
| 1951  | Julien Grodard       | Serge Perrin             | André Pichon         |
| 1952  | Serge Blin           | Achille Lacroix          | Rémi Menanteau       |
| 1953  | Joseph Betka         | Bruno Benuzzi            | Augustin Pittet      |
| 1954  | André Petitjean      | Rémi Menanteau           | René Leymberger      |
| 1955  | René Frosty          | Yvon Bodeving            | Léon Antoine         |
| 1956  | Henri Gnoinski       | Raymond Gallopin         | Michel Heintz        |
| 1957  | Eugène Tamburlini    | Pierre Lambolez          | Narcisio Carrara     |
| 1958  | Michel Legent        | René Leymberger          | Gilbert Loof         |
| 1959  | Jacky Lepolard       | Stéphane Lach            | Henri Belena         |
| 1960  | Paul Berné           | Henri Wasilewski         | René Spada           |
| 1961  | Alan Ramsbottom      | Roger Castel             | Kaufmann             |
| 1962  | Claude Juin          | Roger Jubé               | Roger Bardiaux       |
| 1963  | Jacky Huiart         | Jack André               | Alain Gloaguen       |
| 1964  | Victor Alcidi        | Alain Gloaguen           | Yvan Ramella         |
| 1965  | Bernard Hergott      | Marcel Hocquaux          | Robert Fuhrel        |
| 1966  | Alain Briois         | Vigneron                 | Jacky Boisselier     |
| 1967  | Jean-Pierre Boulard  | Christian Corbet         | Robert Fuhrel        |
| 1968  | Bernard Girault      | Alain Sevrette           | Jean-François Collet |
| 1969  | Jean-Louis Dewitte   | Jean-Michel Laloi        | Jean-Marc Gourbot    |
| 1970  | Jean-Paul Cornette   | Alain Briois             | Jean-Michel Laloi    |
| 1971  | Michel Charlier      | Denis Scopel             | Edgard Chollier      |
| 1972  | Jean-Claude Misac    | Jean-Claude Philippaerts | Jean-Jacques Moirier |
| 1973  | Jean-Luc Laidoun     | Jean-Michel Laloi        | Maximilien Mongeard  |
| 1974  | Aldo Ceci            | Claude Chabanel          | Peter Watson (en)    |
| 1975  | Ladislas Zakreta     | Maximilien Mongeard      | Patrick Busolini     |
| 1976  | Jean-Pierre Thiérard | Gilbert Favre            | Jean-Luc Laidoun     |
| 1977  | Jean-Pierre Thiérard | Patrick Hosotte          | Jean-Luc Laidoun     |
| 1978  | Ladislas Zakreta     | Gérard Dessertenne       | Régis Clère          |
| 1979  | Robert Cabot         | Régis Clère              | Edgard Chollier      |
| 1980  | Jérôme Simon         | François Cabot           | Jean-Luc Laidoun     |
| 1981  | Jean-Paul Gosnier    | Georges Renaudin         | Edgard Chollier      |
| 1982  | Malcolm Elliott      | Patrick Busolini         | Guy Bricnet          |
| 1983  | Philippe Galvez      | Zbigniew Krasniak        | Jean-Pierre Enfert   |
| 1984  | Bernard Cantournet   | Franck Rigon             | Serge Crottier-Combe |
| 1985  | Philippe Galvez      | Patrick Busolini         | Ludovic Stemmer      |
| 1986  | Gilles Bernard       | Manuel Carneiro          | Patrick Busolini     |
| 1987  | Pascal Robert        | Wayne Bennington         | Diego Del Zotto      |
| 1988  | Philippe Magnien     | Olivier Bournot          | Gilles Bernard       |
| 1989  | Patrick Faure        | Stéphan Gaudry           | Jean-Michel Lance    |
| 1990  | Grégoire Balland     | Frédéric Pontier         | Thierry Casas        |
| 1991  | Mieczysław Poręba    | Christophe Mengin        | Wiesław Makuchowski  |
| 1992  | Denis Moretti        | Éric Drubay              | Conor Henry (en)     |
| 1993  | Daniel Fricker       | Joona Laukka             | Hristo Zaykov        |
| 1994  | Grégoire Balland     | Christophe Mengin        | Jérôme Gannat        |
| 1995  | Jérôme Simon         | Richard Bintz            | José Lamy            |
| 1996  | Sébastien Hatton     | Vincent Cali             | Serge Ferreira       |
| 1997  | Nicolas Fritsch      | Marco Vermey (nl)        | Thierry François     |
| 1998  | Paul Esposti (en)    | Alexandre Grux           | Jérôme Rouyer        |
| 1999  | annulé               | annulé                   | annulé               |